# Viktor Emanuel II.

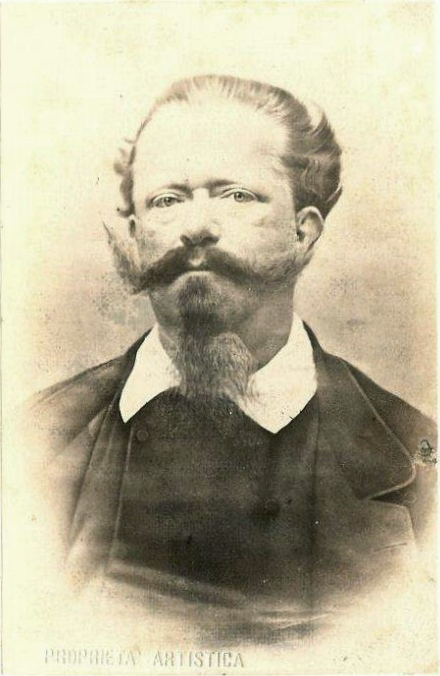
Alessandro Duroni: Viktor Emanuel II. (před 1870)

Viktor Emanuel II., ital. Vittorio Emanuele II Carignano nebo Vittorio Emanuele di Savoia, (14. března 1820, Turín – 9. ledna 1878, Řím) byl v letech 1849 až 1861 král Sardinie a od roku 1861 první král sjednocené Itálie s čestným titulem „Otec vlasti“. Pocházel ze savojské dynastie.

## Život a působení
Narodil se jako první syn Marie Terezy Toskánské a Karla Alberta Sardinského, mládí strávil ve Florencii a roku 1842 se oženil se svou sestřenicí Adelheid Rakouskou. Bojoval v armádě svého otce a účastnil se i bitvy u Custozy roku 1848. Když jeho otec po porážce v bitvě u Novary roku 1849 abdikoval, nastoupil po něm a brzy sjednal poměrně příznivé příměří s rakouským velitelem maršálkem Radeckým. Když je sardinský parlament odmítl ratifikovat, vypsal nové volby a roku 1852 jmenoval premiérem vynikajícího politika, hraběte Camilla Cavoura. Postavil se do čela hnutí za sjednocení Itálie (Risorgimento) a stal se jeho symbolem.
V roce 1854 se připojil k Británii a Francii v Krymské válce a roku 1858 na schůzce s císařem Napoleonem III. uzavřel tajnou dohodu, že za pomoc Francie proti Rakousku jí odstoupí Nice a Savojsko. Italsko-francouzské tažení proti Rakousku 1859 začalo úspěšně, ale z obav před mobilizací Pruska Napoleon III. uzavřel tajnou dohodu s mladým císařem Františkem Josefem I., že Piemonťané dostanou pouze Lombardsko, kdežto Benátsko zůstane Rakousku. To bylo pro Italy velké zklamání, protože o dohodě nic nevěděli. Turínskou smlouvou roku 1860 Francie skutečně získala Nice a Savojsko, kdežto Viktor Emanuel II. vytáhl proti církevnímu státu a jeho vojsko zatlačil až k Římu, načež byl papežem exkomunikován.
Giuseppe Garibaldi mezitím dobyl Sicílii a Neapol a po plebiscitech se k němu připojily i další severoitalské provincie. Král se v říjnu 1860 slavnostně setkal s Garibaldim, který mu vzdal svůj hold, a 17. března 1861 nově zvolený parlament provolal Viktora Emanuela italským králem. Roku 1866 se král spojil s Pruskem proti Rakousku a i když vojensky neuspěl, získal na Bismarckův nátlak od Rakouska Benátsko. Garibaldi se dvakrát pokusil dobýt Řím, ale vstoupil do něho, až když Francie po porážce roku 1870 musela odtud stáhnout svou posádku. 2. července 1871 král přemístil svoji rezidenci a usadil se v Kvirinálském paláci, kde dodnes sídlí italský president.
Zbytek jeho panování byl poměrně klidný a zemřel roku 1878, když předtím ještě odmítl papežského vyslance, který s ním chtěl jednat o zrušení exkomunikace. Byl slavnostně pohřben v římském Pantheonu, kde u jeho hrobu dodnes stojí hlídka veteránů. Roku 1895 bylo rozhodnuto postavit mu velký památník jako „oltář Vlasti“ (Altare della Patria) ve středu města na severním úbočí Kapitolu. Památník byl slavnostně otevřen k 50. výročí sjednocení v roce 1911 a dokončen roku 1925.
Nebyl vysokého vzrůstu ( měřil 158 cm).[zdroj?]

## Potomci
Děti z prvního manželství, uzavřeného 12. dubna 1842 ve Stupinigi, s rakouskou arcivévodkyní Adlétou Rakouskou (1822–1855):
- 1. Marie Klotilda (2. 3. 1843 Turín – 25. 6. 1911 Moncalieri)[1]
⚭ 1859 Napoleon Jérôme Bonaparte (9. 9. 1822 Terst – 17. 3. 1891 Řím),[2] princ Napoléon, hrabě z Moncalieri
- 2. Umberto I. (14. 3. 1844 Turín – 29. 7. 1900 Monza), italský král od roku 1878 až do své smrti, [3] spolu s manželkou pohřben v římském Pantheonu[3]
⚭ 1868 Markéta Savojská (20. 11. 1851 Turín – 4. 1. 1926 Bordighera)
- 3. Amadeus I. Ferdinand Maria (30. 5. 1845 Turín – 18. 1. 1890 tamtéž), vévoda z Aosty, král španělský v letech 1870–1873[4]
I. ⚭ 1863 Marie Viktorie dal Pozzo (9. 8. 1847 Paříž – 8. 11. 1876 Sanremo)[5]
II. ⚭ 1888 Marie Leticie Bonaparte (20. 11. 1866 Paříž – 25. 10. 1926 Moncalieri)[6]
- 4. Oddone Evžen (11. 7. 1846 Turín – 22. 1. 1866 Janov), vévoda z Montferratu, svobodný a bezdětný[7]
- 5. Maria Pia (16. 10. 1847 Turín – 5. 7. 1911 Stupinigi)[8]
⚭ 1862 Ludvík I. Portugalský (31. 10. 1838 Lisabon – 19. 10. 1889 Cascais), král Portugalska a Algarve od roku 1861 až do své smrti[9]
- 6. Karel Albert (2. 6. 1851 Turín – 28. 6. 1854 tamtéž), vévoda z Chablais[10]
- 7. Viktor Emanuel (*/† 6. 7. 1852 Turín)[11]
- 8. Viktor Emanuel (8. 1. 1855 Turín – 17. 5. 1855 tamtéž)[12]

Děti s druhou manželkou Rosou Terezou Vercellanovou, s níž uzavřel morganatické manželství 7. listopadu 1869 v Římě:
- Emanuel Filibert (1851–1894), hrabě z Mirafiori a Fontanafredda ∞ 1872/73 Blanka z Larderela
- Viktorie (1848–1905)

1. ∞ 1868 markýz Giacomo Spinola
2. ∞ 1873 markýz Luigi Spinola
3. ∞ 1900 Paolo de Simone nemanželské děti:

- Donato Etna (1858–1938)
- Viktor Emanuel Rho-Guerriero (1861–?)
- Marie Pia Rho-Guerriero ∞ markýz Alessandro Montecuccoli[13]

## Tituly, oslovení a vyznamenání

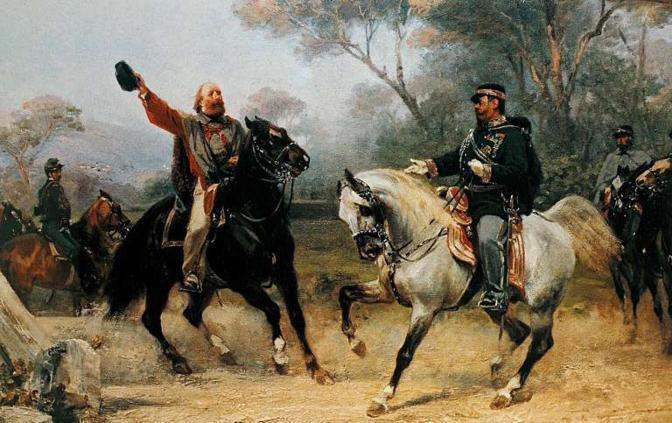
S. de Albertis: Setkání Garibaldiho s Viktorem Emanuelem II.v Teanu

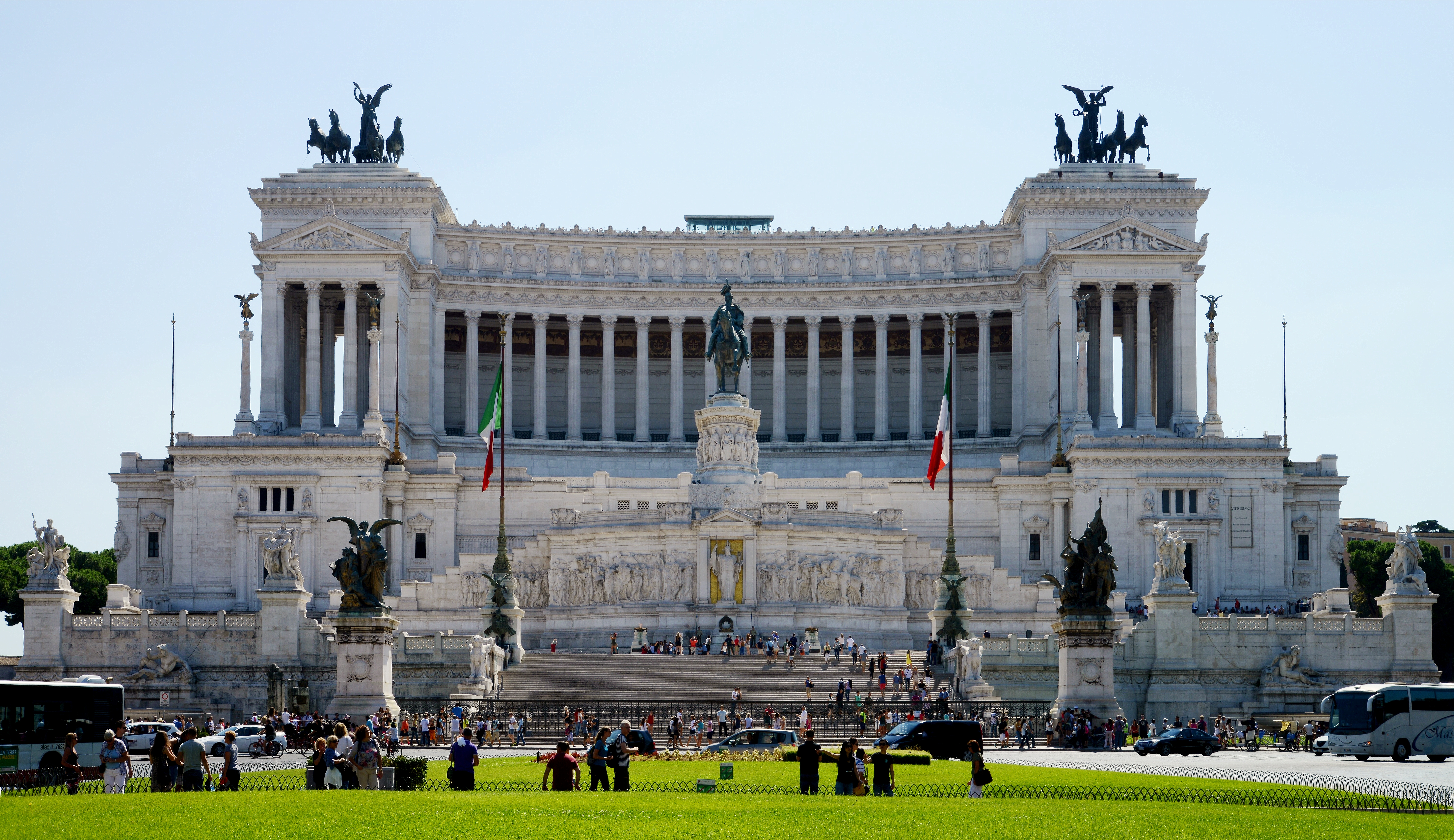
Památník Viktora Emanuela II. v Římě

### Tituly a oslovení
- 14. března 1820 – 27. dubna 1831: Jeho Královská Výsost princ Viktor Emanuel Savojský (Vittorio Emanuele di Savoia.)
- 27. dubna 1831 – 23. března 1849: Jeho Královská Výsost princ z Piemontu
- 23. března 1849 – 17. března 1861: Jeho Veličenstvo král Sardinie
- 17. března 1861 – 9. ledna 1878: Jeho Veličenstvo král Itálie

### Vyznamenání

#### Itálie
- Řád zvěstování
- Řád sv. Mauricia a sv. Lazara
- Savojský vojenský řád
- Řád italské koruny
- Civilní savojský řád
- Zlatá medaile za vojenské zásluhy
- Medaile vojenské odvahy
- Medaile za osvobození Říma
- Pamětní medaile Sjednocené Itálie

#### Zahraniční
- Královský řád Kamehameha I. (Havaj)
- Řád slona (Dánsko)
- Podvazkový řád (Velká Británie)
- Řád zlatého rouna (Rakousko-Uhersko)
- Řád svatého Josefa (Toskánsko)
- Médaille militaire (Francie)
- Řád Serafínů (Švédsko)

## Vývod z předků
|                      |                                              |  |                               |                                |  |  |  |  |  |  |  | Ludvík Viktor Savojský |
|                      |                                              |  |                               |                                |  |  |  |  |  |  |  |                        |
|                      | Viktor Amadeus II. z Carignana               |  |                               |                                |  |  |  |  |  |  |  |                        |
|                      |                                              |  |                               |                                |  |  |  |  |  |  |  |                        |
|                      |                                              |  |                               | Kristýna Hesensko-Rotenburská  |  |  |  |  |  |  |  |                        |
|                      |                                              |  |                               |                                |  |  |  |  |  |  |  |                        |
|                      | Karel Emanuel Savojsko-Carignanský           |  |                               |                                |  |  |  |  |  |  |  |                        |
|                      |                                              |  |                               |                                |  |  |  |  |  |  |  |                        |
|                      |                                              |  |                               | Ludvík Lotrinský               |  |  |  |  |  |  |  |                        |
|                      |                                              |  |                               |                                |  |  |  |  |  |  |  |                        |
|                      | Josefína Lotrinská                           |  |                               |                                |  |  |  |  |  |  |  |                        |
|                      |                                              |  |                               |                                |  |  |  |  |  |  |  |                        |
|                      |                                              |  |                               | Ludvika de Rohan               |  |  |  |  |  |  |  |                        |
|                      |                                              |  |                               |                                |  |  |  |  |  |  |  |                        |
|                      | Karel Albert Sardinský                       |  |                               |                                |  |  |  |  |  |  |  |                        |
|                      |                                              |  |                               |                                |  |  |  |  |  |  |  |                        |
|                      |                                              |  |                               | August III. Polský             |  |  |  |  |  |  |  |                        |
|                      |                                              |  |                               |                                |  |  |  |  |  |  |  |                        |
|                      | Karel Saský                                  |  |                               |                                |  |  |  |  |  |  |  |                        |
|                      |                                              |  |                               |                                |  |  |  |  |  |  |  |                        |
|                      |                                              |  |                               | Marie Josefa Habsburská        |  |  |  |  |  |  |  |                        |
|                      |                                              |  |                               |                                |  |  |  |  |  |  |  |                        |
|                      | Marie Kristýna Saská                         |  |                               |                                |  |  |  |  |  |  |  |                        |
|                      |                                              |  |                               |                                |  |  |  |  |  |  |  |                        |
|                      |                                              |  |                               | Stanislav von Corvin-Krasinski |  |  |  |  |  |  |  |                        |
|                      |                                              |  |                               |                                |  |  |  |  |  |  |  |                        |
|                      | Franziska von Corvin-Krasińska               |  |                               |                                |  |  |  |  |  |  |  |                        |
|                      |                                              |  |                               |                                |  |  |  |  |  |  |  |                        |
|                      |                                              |  |                               | Aniela Humiecka                |  |  |  |  |  |  |  |                        |
|                      |                                              |  |                               |                                |  |  |  |  |  |  |  |                        |
| 'Viktor Emanuel II.' |                                              |  |                               |                                |  |  |  |  |  |  |  |                        |
|                      |                                              |  |                               |                                |  |  |  |  |  |  |  |                        |
|                      |                                              |  | František I. Štěpán Lotrinský |                                |  |  |  |  |  |  |  |                        |
|                      |                                              |  |                               |                                |  |  |  |  |  |  |  |                        |
|                      | Leopold II.                                  |  |                               |                                |  |  |  |  |  |  |  |                        |
|                      |                                              |  |                               |                                |  |  |  |  |  |  |  |                        |
|                      |                                              |  |                               | Marie Terezie                  |  |  |  |  |  |  |  |                        |
|                      |                                              |  |                               |                                |  |  |  |  |  |  |  |                        |
|                      | Ferdinand III. Toskánský                     |  |                               |                                |  |  |  |  |  |  |  |                        |
|                      |                                              |  |                               |                                |  |  |  |  |  |  |  |                        |
|                      |                                              |  |                               | Karel III. Španělský           |  |  |  |  |  |  |  |                        |
|                      |                                              |  |                               |                                |  |  |  |  |  |  |  |                        |
|                      | Marie Ludovika Španělská                     |  |                               |                                |  |  |  |  |  |  |  |                        |
|                      |                                              |  |                               |                                |  |  |  |  |  |  |  |                        |
|                      |                                              |  |                               | Marie Amálie Saská             |  |  |  |  |  |  |  |                        |
|                      |                                              |  |                               |                                |  |  |  |  |  |  |  |                        |
|                      | Marie Tereza Toskánská                       |  |                               |                                |  |  |  |  |  |  |  |                        |
|                      |                                              |  |                               |                                |  |  |  |  |  |  |  |                        |
|                      |                                              |  |                               | Karel III. Španělský           |  |  |  |  |  |  |  |                        |
|                      |                                              |  |                               |                                |  |  |  |  |  |  |  |                        |
|                      | Ferdinand I. Neapolsko-Sicilský              |  |                               |                                |  |  |  |  |  |  |  |                        |
|                      |                                              |  |                               |                                |  |  |  |  |  |  |  |                        |
|                      |                                              |  |                               | Marie Amálie Saská             |  |  |  |  |  |  |  |                        |
|                      |                                              |  |                               |                                |  |  |  |  |  |  |  |                        |
|                      | Luisa Marie Amélie Tereza Neapolsko-Sicilská |  |                               |                                |  |  |  |  |  |  |  |                        |
|                      |                                              |  |                               |                                |  |  |  |  |  |  |  |                        |
|                      |                                              |  |                               | František I. Štěpán Lotrinský  |  |  |  |  |  |  |  |                        |
|                      |                                              |  |                               |                                |  |  |  |  |  |  |  |                        |
|                      | Marie Karolína Habsbursko-Lotrinská          |  |                               |                                |  |  |  |  |  |  |  |                        |
|                      |                                              |  |                               |                                |  |  |  |  |  |  |  |                        |
|                      |                                              |  |                               | Marie Terezie                  |  |  |  |  |  |  |  |                        |
|                      |                                              |  |                               |                                |  |  |  |  |  |  |  |                        |